# Олимпийски център за водни спортове
Олимпийският център за водни спортове е съоръжение в Лондон, построено за XXX летни олимпийски игри през 2012 г.
Намира се в югоизточния край на Олимпийския парк. В него се провеждат състезанията по скокове във вода, плуване, синхронно плуване, параолимпийско плуване и модерен петобой. Капацитетът му е 17 500 зрители. 
Архитект на съоръжението е Заха Хадид. Покривът, наподобяващ вълна, е с дължина 160 метра и ширина до 80 метра. В съоръжението се намират 50-метров басейн за плуване, 25-метров басейн за гмуркане, втори 50-метров басейн за загряване и място за загряване на гмуркачите. Строежът започва през юли 2008 г. и е завършен през юли 2011 г. Капацитетът ще бъде намален до 2500 зрители след игрите. 